# Baszta Dominikańska w Chełmnie
Baszta Dominikańska – XIV-wieczna baszta usytuowana na terenie Starego Miasta w Chełmnie, stanowiąca element zewnętrznego muru obronnego miasta.

## Historia
Baszta Dominikańska została wzniesiona na początku XIV wieku przez zakon dominikanów. Jest budowlą w kształcie prostokąta, otwartą od strony miasta. Została wykupiona od zakonu przez miasto w 1307 roku.
Na początku XXI wieku była siedzibą bractwa kurkowego i klubu seniora.
Od 2013 roku siedziba Chełmińskiego Klubu motocyklowego.